# L'Estampe moderne
Ne doit pas être confondu avec L'Estampe nouvelle ou L'Estampe originale.
L'Estampe moderne est une publication mensuelle française éditée entre mai 1897 et avril 1899, qui proposait quatre lithographies originales dans chacun de ses numéros.

## Histoire
Vers 1890, le succès de la chromolithographie en France se manifeste à travers la parution de nombreuses revues dont L'Estampe originale (1893) éditée par André Marty, L’Épreuve, Journal-album d'art (1894) éditée par Maurice Dumont, Les Maîtres de l'affiche (1895), L'Image ou bien encore L'Estampe et l'Affiche (1897). Avec l'Art nouveau, on voit aussi fleurir sur les murs quantités d'affiches artistiques que des amateurs se mettent à collectionner : Octave Uzanne qualifie cette mode d'« affichomanie ». Des éditeurs tels qu'Edmond Sagot contribuent au développement de ce mouvement.
Entre novembre 1895 et mars 1896, une publication intitulée L’Estampe moderne, moniteur mensuel des amateurs et des artistes était parue sous la direction du graveur Loÿs Delteil mais traitait surtout des aspects historiographiques de l'estampe.
Se voulant capable d'offrir à tous l'accès au marché de la gravure, L'Estampe moderne est née du fruit de la collaboration entre le jeune éditeur italien Henri Piazza et le critique d'art, futur directeur du musée du Luxembourg, Charles Masson (1858-1931). Le siège de la revue était situé à Paris au 66, boulevard Saint-Michel où s'opère la fabrication, c'est-à-dire au siège de l'Imprimerie F. Champenois. Les artistes sélectionnés étaient français et étrangers. La conception de la couverture est d'Alfons Mucha.
Sur le prospectus de lancement, le premier numéro est annoncé au prix de 3,50 francs, pour 4 estampes inédites en couleurs, ce qui met la gravure à moins d'un franc pièce. L'abonnement annuel est de 40 francs et le souscripteur recevait deux « planches de prime » (la première fut dessinée par Alfons Mucha). Les quatre premières planches sont : Femme du Riff de Girardot, Marchande de lacets de Malteste, Automne de Ménard et Corinne de Réalier-Dumas.
Chaque gravure était présentée dans un dossier au format portfolio sur lequel était imprimé les références du tirages et un texte généralement poétique en rapport avec le motif. Sur chaque tirage, non signé à la main, était toutefois apposé un timbre sec incolore d'authentification représentant une tête d'enfant échevelée. Les dimensions sont de 26,6 cm x 33,4 cm et le papier est un vélin. Le tirage est de 2 000 exemplaires en édition courante et de 150 ex. sur Japon.
La revue publie mensuellement entre mai 1897 et avril 1899 un portefeuille de quatre estampes originales et inédites de très grande qualité provenant d'artistes contemporains français et étrangers. Chaque œuvre était une commande exclusive destinée à la revue[réf. souhaitée].
Il y eut en tout 24 numéros soit 96 planches, sans compter les 6 planches « de primes » destinées aux abonnés.

## Artistes publiés dans la revue
L'Estampe moderne offrit à 98 artistes la possibilité de proposer à des amateurs leurs compositions lithographiées ; sur cet ensemble, on trouve 5 femmes artistes, fait suffisamment rare à cette époque pour être signalé :
- Alfred Agache
- Edmond Aman-Jean
- Albert-Émile Artigue
- Paul Balluriau
- Jacques Baseilhac
- Camille Bellanger
- Henri Bellery-Desfontaines
- Émile Berchmans
- Paul Berthon
- Armand Berton
- Jules-Gustave Besson
- Louis Borgex
- Firmin Bouisset
- Henri Boutet
- Félix Bracquemond
- Louise Catherine Breslau
- Edward Burne-Jones
- Gaston Bussière
- Antoine Calbet
- Hans Christiansen
- Raphaël Collin
- Fernand Cormon
- Gaston Darbour
- Eugène Delâtre
- Marguerite Delorme
- George Desvallières
- Henry Detouche
- Henri Patrice Dillon
- Étienne Dinet
- Auguste Donnay
- Charles Doudelet
- Guillaume Dubufe
- Maurice Eliot
- Robert Engels
- Henri Evenepoel
- Henri Fantin-Latour
- Georges de Feure
- Jules Flandrin
- Adolphe Giraldon
- Louis-Auguste Girardot
- Auguste François-Marie Gorguet
- Fernand-Louis Gottlob
- Jeanne Granès
- Eugène Grasset
- Charles Guérin
- François Guiguet
- Henri Guinier
- Maximilienne Guyon
- Jules-Armand Hanriot
- Louis Welden Hawkins
- Paul César Helleu
- Henri Héran
- Charles Huard
- Henri-Gabriel Ibels
- Jeanne Jacquemin
- Angelo Jank
- Francis Jourdain
- Paul Jouve
- Gaston de Latenay
- Ernest Laurent
- Paul Albert Laurens
- Charles Léandre
- Auguste Lepère
- Marcel-Lenoir
- Paul Leroy
- Henri Le Sidaner
- Alphonse Lévy
- Lucien Lévy-Dhurmer
- Ferdinand Luigini
- Louis Malteste
- Henri Martin
- René Ménard
- Franz Melchers
- Luc-Olivier Merson
- Henri Meunier
- Lucien Hector Monod
- Alfons Mucha
- Jules-Alexis Muenier
- Alfredo Müller
- Fernand Piet
- Armand Point
- René-Xavier Prinet
- Victor Prouvé
- Puvis de Chavannes
- Richard Ranft
- Armand Rassenfosse
- Maurice Réalier-Dumas
- Paul Renouard
- Louis John Rhead
- Manuel Robbe
- Auguste Roedel
- Lucien Simon
- Théophile-Alexandre Steinlen
- Gustave Max Stevens
- Eugène Trigoulet
- Raoul André Ulmann
- Jacques Wély
- Émile Auguste Wéry
- Adolphe Willette

Exemples de lithographies
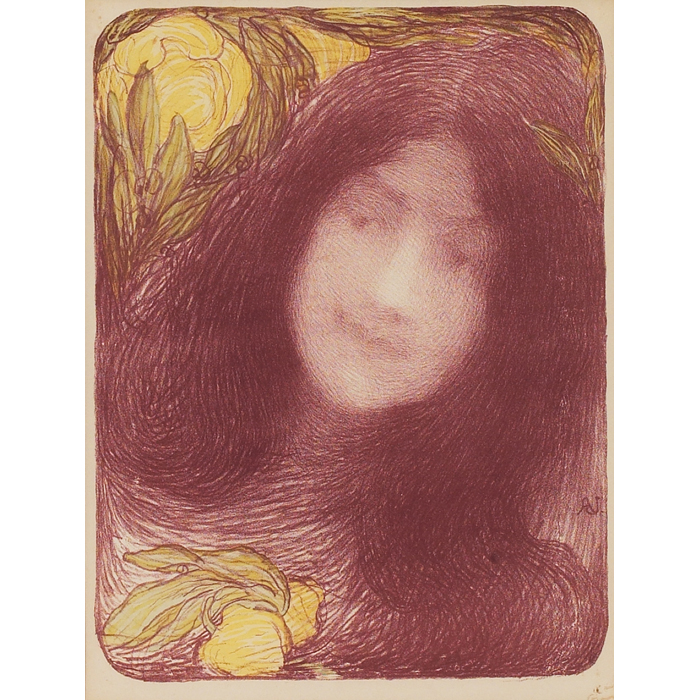
Sous les fleurs par Edmond Aman-Jean.
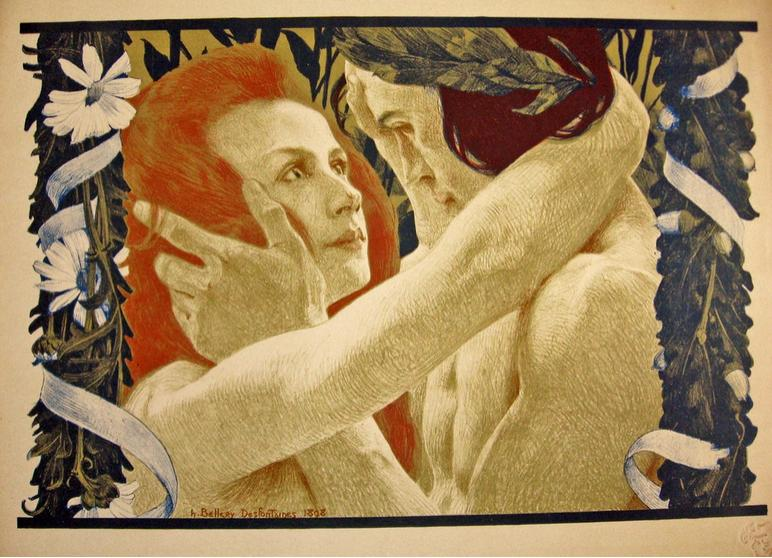
L'Énigme par Henri Bellery-Desfontaines.
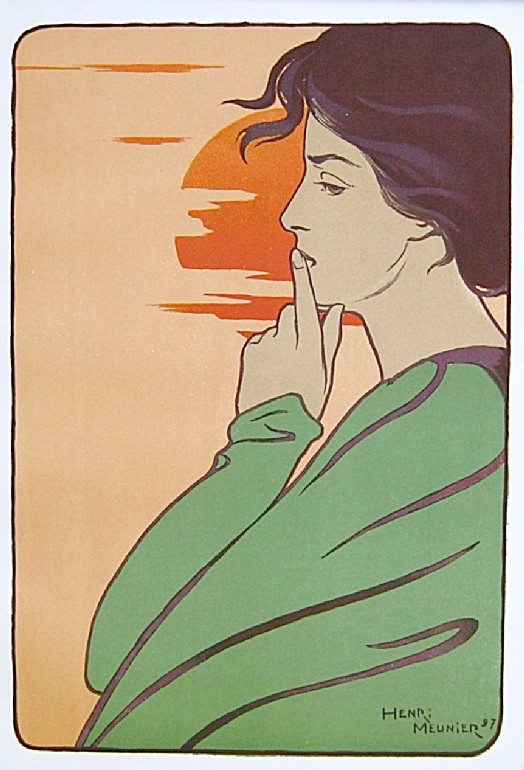
L'Heure du silence par Henri Meunier.
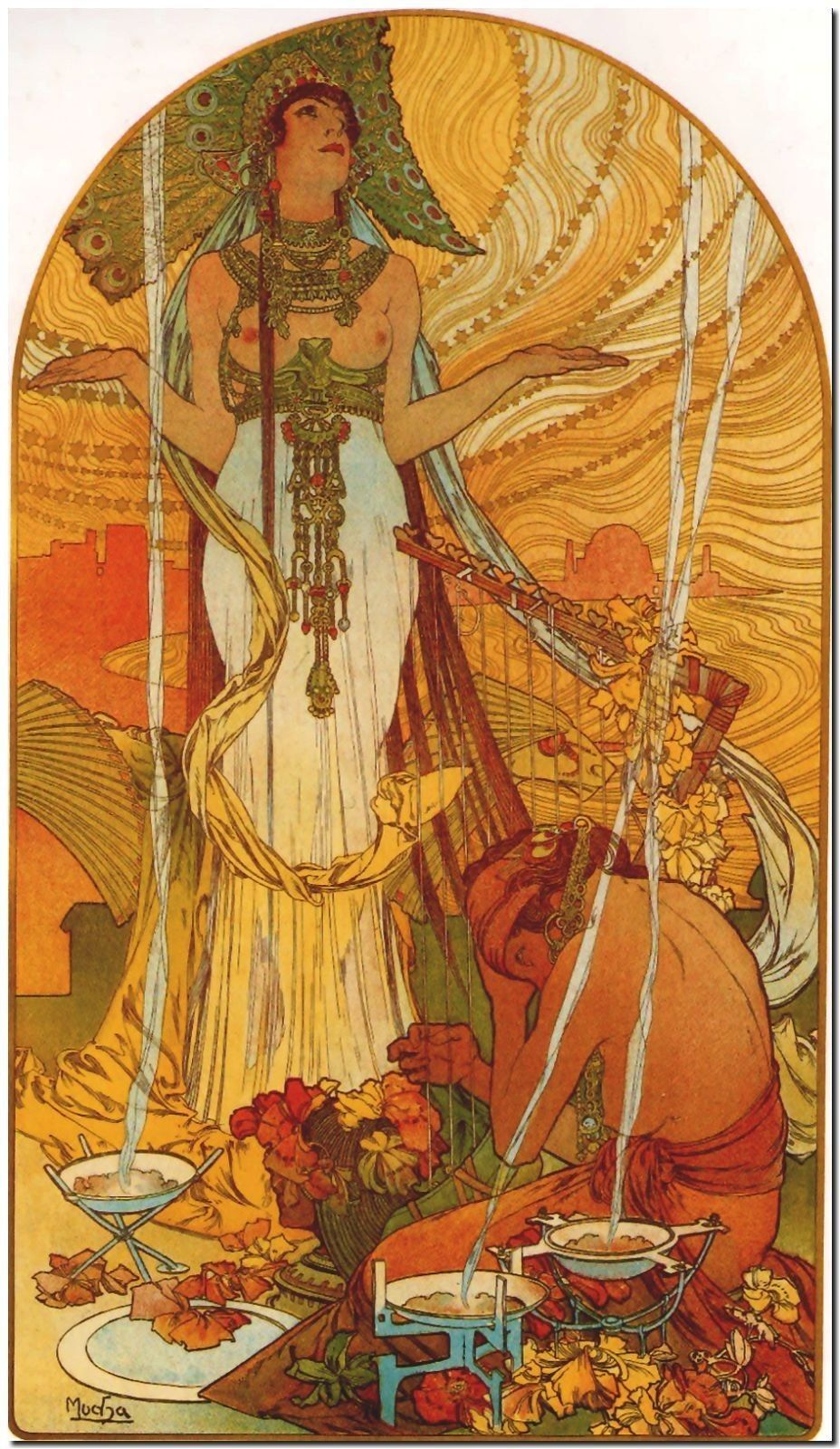
Incantation par Alfons Mucha.
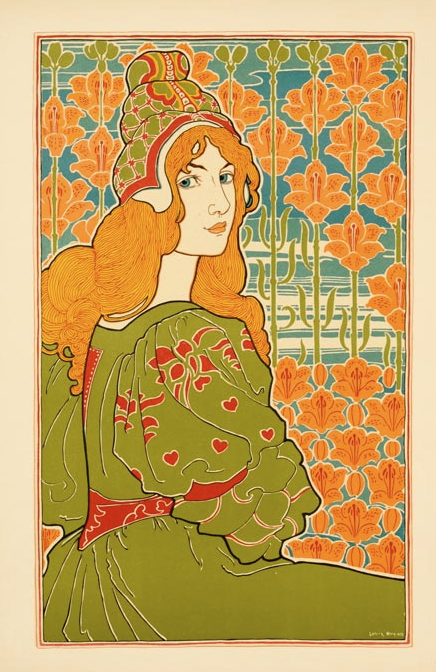
Jane par Louis John Rhead.

## L'Estampe moderne, éditeur
Sans lien apparent avec Piazza et Masson, en 1920, à la mort du galeriste Georges Petit, ses héritiers se séparent de ses activités d'édition d'estampes, qui sont reprises par Octave Bernard, qui fonde en 1918 la Société de « L'Estampe moderne » établie à Paris au 14 rue de Richelieu : il fait tirer jusque dans les années 1950 un certain nombre de lithographies et d'eaux-fortes, avec des artistes comme William Ablett, Marcel Bloch, Auguste Brouet, Umberto Brunelleschi, Albert-Antoine Lambert, Ferdinand Luigini, Victor Mignot,i.